# 알프레트 쿠빈

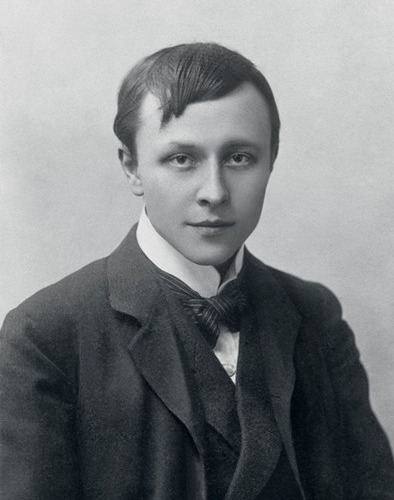

알프레트 레오폴트 이지도르 쿠빈(Alfred Leopold Isidor Kubin, 1877년 4월 10일 ~ 1959년 8월 20일)은 칸딘스키, 프란츠 마르크 등이 주도한 “청기사파” 화가 중 한 명이자, 기괴하고 환상적인 그림과 삽화들로 20세기 전반 큰 명성을 얻었던 화가였다.

## 생애
쿠빈은 1877년 4월 10일에 당시 오스트리아−헝가리 이중 제국의 영토였던 북부 보헤미아의 라이트메리츠에서 프리드리히 프란츠 쿠빈과 요한나 예니 쿠빈의 첫째 아들로 태어났다. 1879년에 가족과 함께 오스트리아 본토의 잘츠부르크로 이주한 쿠빈은 1883년에 다시 잘츠부르크 근교의 첼 암 제로 이주해 그곳에서 어린 시절의 대부분을 보냈다. 쿠빈의 어린 시절은 평탄하지 못했다. 열 살이 되던 해에 어머니를 잃고 학교에도 적응하지 못했다. 직업 교육에도 실패하고, 병약한 체질로 군 입대도 수포로 돌아갔다.
방황과 실패로 점철된 쿠빈의 청소년기는 1898년을 기점으로 서서히 막을 내린다. 뮌헨으로 이주해 루트비히 슈미트 로이테의 사립 그림 학교에 입학한 그는 그곳에서 비슷한 또래의 다른 젊은 예술가들을 만나 교류하게 되면서 본격적으로 예술가로서의 길에 들어섰다. 막스 클링거의 작품에서 예술적·기술적 영감을 얻은 쿠빈은 이를 계기로 자신의 악몽과도 같은 환상적 내면세계를 표현해 낼 예술적 수단을 고안해 내고 본격적인 창작을 시작했다. 그는 20세기에 들어선 1900년경부터 흑백 에칭 기법을 이용한 독특하고 개성 넘치는 작품들을 왕성하게 창작했으며, 동시에 뮌헨의 예술가들이 모이던 슈바벤 지역의 카페 슈테파니와 카페 엘리테에서 다양한 문인들 및 예술가들과 교류하기 시작하며 예술가로서의 입지를 다지기 시작했다.
1907년에 쿠빈은 처음으로 책의 삽화를 그리는 프로젝트를 시작하고, 이를 위해 잉크와 펜을 이용한 새로운 기법을 발전시켰다. 에드거 앨런 포의 독일어판 소설집 1권의 삽화와 더불어 구스타프 마이링크의 장편 소설 ≪골렘≫의 삽화가 이때 그려졌다.
직접 그린 삽화들과 함께 1909년 출간된 ≪다른 한편≫은 칸딘스키 등의 예술가들과 막스 다우텐다이, 토마스 만 등 당대의 젊은 작가들에 의해 호평을 받았다. 이후 쿠빈은 삽화 의뢰를 다수 받게 되어, 에드거 앨런 포의 소설집 두 권, 오토 폰 율리우스 비어바움의 작품집, 빌헬름 하우프, 도스토옙스키, E. T. A. 호프만의 소설집 등에 삽화를 그리게 된다. 그리고 이러한 삽화 작업을 통해 “기괴한 문학(schwarze Literatur)”의 삽화가로서 큰 명성을 얻게 된다. 이후 그의 창작과 전시 활동은 끊임없이 이어진다.
1차 세계 대전이 발발하면서 그가 교류하던 청기사파의 예술가들은 뿔뿔이 흩어지게 되고, 쿠빈은 츠비클레트에서 외로운 삶을 살아가게 된다. 전쟁이 끝나자 쿠빈은 뮌헨의 예술계와 접촉하며 활발한 작품 활동을 재개했지만 1933년 히틀러의 집권과 함께 위기를 겪게 된다. 2차 세계 대전이 계속되는 동안 쿠빈은 츠비클레트에 머무르면서, 왕성한 편지 왕래를 통해서만 외부 세계와 접촉했다.
전쟁이 끝나자 삽화 의뢰가 다시 들어오기 시작했다. 쿠빈은 힘이 남아 있는 동안 계속 창작 활동을 이어 갔다. 1950년과 1952년에는 베네치아 비엔날레에 참여했으며, 80세 생일을 맞이했던 1957년에는 뮌헨, 뉴욕 등 각지에서 전시회를 열었다. 그의 창작 활동은 1958년까지, 그러니까 결국 죽음으로 끝난 8개월간의 투병 생활이 시작되기 직전까지 계속되었다. 쿠빈은 1959년 8월 20일에 숨을 거뒀다.